# Conference League 1992-1993
La Conference League 1992-1993, conosciuta anche con il nome di GM Vauxhall Conference per motivi di sponsorizzazione, è stata la 14ª edizione del campionato inglese di calcio di quinta divisione.

## Stagione

### Aggiornamenti
Fusioni:
- Redbridge Forest Football Club (Conference League) e Dagenham Football Club (Isthmian League Premier Division) in Dagenham & Redbridge Football Club.

## Squadre partecipanti
| Squadra                | Città             | Stagione precedente                                            |
| ---------------------- | ----------------- | -------------------------------------------------------------- |
| Altrincham             | Altrincham        | 18º posto in Conference League                                 |
| Bath City              | Bath              | 9º posto in Conference League                                  |
| Boston United          | Boston            | 8º posto in Conference League                                  |
| Bromsgrove Rovers      | Bromsgrove        | 1º posto in Southern League Premier Division, promosso         |
| Dagenham & Redbridge   | Londra (Dagenham) | 7º posto in Conference League                                  |
| Farnborough Town       | Farnborough       | 5º posto in Conference League                                  |
| Gateshead              | Gateshead         | 14º posto in Conference League                                 |
| Kettering Town         | Kettering         | 3º posto in Conference League                                  |
| Kidderminster Harriers | Kidderminster     | 19º posto in Conference League                                 |
| Macclesfield Town      | Macclesfield      | 13º posto in Conference League                                 |
| Merthyr Tydfil         | Merthyr Tydfil    | 4º posto in Conference League                                  |
| Northwich Victoria     | Northwich         | 11º posto in Conference League                                 |
| Runcorn                | Runcorn           | 16º posto in Conference League                                 |
| Slough Town            | Slough            | 20º posto in Conference League                                 |
| Stafford Rangers       | Stafford          | 17º posto in Conference League                                 |
| Stalybridge Celtic     | Stalybridge       | 1º posto in Northern Premier League Premier Division, promosso |
| Telford United         | Telford           | 6º posto in Conference League                                  |
| Welling United         | Londra (Bexley)   | 12º posto in Conference League                                 |
| Witton Albion          | Northwich         | 10º posto in Conference League                                 |
| Woking                 | Woking            | 1º posto in Isthmian League Premier Division, promosso         |
| Wycombe Wanderers      | High Wycombe      | 2º posto in Conference League                                  |
| Yeovil Town            | Yeovil            | 15º posto in Conference League                                 |

## Classifica finale
|  | Pos. | Squadra            | Pt | G  | V  | N  | P  | GF | GS | DR  |
|  | ---- | ------------------ | -- | -- | -- | -- | -- | -- | -- | --- |
|  | 1    | Wycombe            | 83 | 42 | 24 | 11 | 7  | 84 | 37 | +47 |
|  | 2    | Bromsgrove Rovers  | 68 | 42 | 18 | 14 | 10 | 67 | 49 | +18 |
|  | 3    | Dag & Red (-1)     | 67 | 42 | 19 | 11 | 12 | 75 | 47 | +28 |
|  | 4    | Yeovil Town        | 66 | 42 | 18 | 12 | 12 | 59 | 49 | +10 |
|  | 5    | Slough Town        | 65 | 42 | 18 | 11 | 13 | 60 | 55 | +5  |
|  | 6    | Stafford Rangers   | 64 | 42 | 18 | 10 | 14 | 55 | 47 | +8  |
|  | 7    | Bath City          | 59 | 42 | 15 | 14 | 13 | 53 | 46 | +7  |
|  | 8    | Woking             | 59 | 42 | 17 | 8  | 17 | 58 | 62 | -4  |
|  | 9    | Kidderminster      | 58 | 42 | 14 | 16 | 12 | 60 | 60 | 0   |
|  | 10   | Altrincham         | 58 | 42 | 15 | 13 | 14 | 49 | 52 | -3  |
|  | 11   | Northwich Victoria | 56 | 42 | 16 | 8  | 18 | 68 | 55 | +13 |
|  | 12   | Stalybridge Celtic | 56 | 42 | 13 | 17 | 12 | 48 | 55 | -7  |
|  | 13   | Kettering Town     | 55 | 42 | 14 | 13 | 15 | 61 | 63 | -2  |
|  | 14   | Gateshead          | 52 | 42 | 14 | 10 | 18 | 53 | 56 | -3  |
|  | 15   | Telford Utd        | 52 | 42 | 14 | 10 | 18 | 55 | 60 | -5  |
|  | 16   | Merthyr Tydfil     | 52 | 42 | 14 | 10 | 18 | 51 | 79 | -28 |
|  | 17   | Witton Albion      | 50 | 42 | 11 | 17 | 14 | 62 | 65 | -3  |
|  | 18   | Macclesfield Town  | 49 | 42 | 12 | 13 | 17 | 40 | 50 | -10 |
|  | 19   | Runcorn            | 49 | 42 | 13 | 10 | 19 | 58 | 76 | -18 |
|  | 20   | Welling Utd        | 48 | 42 | 12 | 12 | 18 | 57 | 72 | -15 |
|  | 21   | Farnborough Town   | 47 | 42 | 12 | 11 | 19 | 68 | 87 | -19 |
|  | 22   | Boston Utd         | 40 | 42 | 9  | 13 | 20 | 50 | 69 | -19 |

Legenda:
      Promosso in Football League Third Division 1993-1994.
      Retrocesso in Northern Premier League 1993-1994.
      Retrocesso in Southern League 1993-1994.
Regolamento:
Tre punti a vittoria, uno a pareggio, zero a sconfitta.
In caso di arrivo di due o più squadre a pari punti, la graduatoria viene stilata secondo i seguenti criteri:
- differenza reti
- maggior numero di gol segnati

Note:

Il Dagenham & Redbridge è stato sanzionato con 1 punto di penalizzazione.